# Катастрофа Jetstream 41 под Колумбусом
Катастрофа Jetstream 41 под Колумбусом — авиационная катастрофа, произошедшая в пятницу 7 января 1994 года. Авиалайнер Jetstream 41 авиакомпании Atlantic Coast Airlines (работала под маркой United Express) выполнял плановый внутренний рейс UE 6291 (позывной — Blue Ridge 291) по маршруту Вашингтон—Колумбус, но при заходе на посадку зацепил деревья, затем врезался в здание и разрушился. Из находившихся на его борту 8 человек (5 пассажиров и 3 члена экипажа) выжили 3, все получили ранения.

## Самолёт
British Aerospace Jetstream 41 (регистрационный номер N304UE, серийный 41016) был выпущен в 1993 году (первый полёт совершил 10 июня). В июне того же года был передан авиакомпании Atlantic Coast Airlines (ACA). Оснащён двумя турбовинтовыми двигателями Garrett TPE331-14. На день катастрофы налетал 1069 часов.

## Экипаж и пассажиры
Состав экипажа рейса UE 6291 был таким:
- Командир воздушного судна (КВС) — 35-летний Деррик Уайт (англ. Derrick White). Опытный пилот, проработал в авиакомпании Atlantic Coast Airlines 1 год и 8 месяцев (с 13 апреля 1992 года). Управлял самолётами Cessna 206 и Jetstream 31. В должности командира Jetstream 41 — с 26 октября 1993 года (до этого управлял им в качестве второго пилота). Налетал свыше 3660 часов, 191 из них на Jetstream 41 (свыше 150 из них в качестве КВС).
- Второй пилот — 29-летний Энтони Сэмюэлс (англ. Anthony Samuels). Опытный пилот, проработал в авиакомпании Atlantic Coast Airlines 7 месяцев (с 1 июня 1993 года). В должности второго пилота Jetstream 41 — с 9 декабря 1993 года. Налетал 2432 часа, 32 из них на Jetstream 41.

В салоне самолёта работала одна стюардесса — 58-летняя Мануэла Уокер (англ. Manuela Walker).
| Гражданство          | Пассажиры | Экипаж | Всего |
| -------------------- | --------- | ------ | ----- |
| США                  | 2         | 3      | 5     |
| Китайская Республика | 3         | 0      | 3     |
| Всего                | 5         | 3      | 8     |

## Хронология событий
КВС Уайт и второй пилот Сэмюэлс прибыли в офис авиакомпании Atlantic Coast Airlines (ACA) в Вашингтонском аэропорту имени Даллеса в 20:21. КВС получил документы на рейс UE 6291 из Вашингтона в Колумбус (Огайо) — данные о погоде в аэропорту Колумбуса, уведомления для пилотов (NOTAM), план полёта, номер борта самолёта и информация о пассажирах.
Самолёт Jetstream 41 борт N304UE прибыл в Вашингтон из Колумбуса в 21:05. Сдающий экипаж сообщил, что в тот день самолёт совершил 6 вылетов за 8,8 часов, за всё это время наблюдалось лёгкое атмосферное обледенение, но при этом сам лайнер летал удовлетворительно, а его противообледенительные системы проверялись и исправно работали в течение дня.
После посадки пассажиров экипаж произвёл весовые и балансировочные расчёты; в итоге 4 пассажира из секции A пересели на места в секции C, чтобы добиться надлежащего баланса для самолёта; это отразилось на выполненных расчётах по весу и балансировке.
Рейс UE 6291 вылетел из Вашингтона в 21:58, на его борту находились 3 члена экипажа и 5 пассажиров. Полёт проходил на эшелоне FL140 (4250 метров), его продолжительность по плану — 1 час 30 минут (расчётное время посадки в Колумбусе — 23:28).
В 22:59:30 диспетчер радара на входе УВД Индианаполиса (ARTCC) сообщил пилотам рейса 6291: Блю Ридж два девяносто-один, имейте в виду, э-э, только что получил сообщение о каком-то обледенении на 14 000, в десять часов и, э-э, около 25-30 миль. КВС спросил: Вы сказали, что это был лёгкий иней?. Затем диспетчер передал: 404CK, вы обледенение наблюдали?. Командир ответил: Умеренный, умеренный иней, до 14 000 и мы, э-э, мы находимся в одном месте, но здесь, в чистом месте над нами, на высоте 15 000. После этого диспетчер передал коллегам в УВД: Блю Ридж два девяносто-один сказал, что у них умеренное обледенение до 14 000. В 23:02:28 кто-то из пилотов спросил: А в Центре Индианаполиса, Блю Ридж два девяносто-один, мы можем получить… э-э, переход на 15 000 на короткое время? и получил положительный ответ. В 23:05:42 диспетчер радара передал: Блю Ридж два девяносто-один, снижайтесь до 11 000, пилоты подтвердили сообщение.
Около 23:10 рейс 6291 связался с диспетчерской службой захода на посадку аэропорта Порт-Колумбус и сообщил диспетчеру, что они снижаются до 3350 метров, и о том, что им нужна информация от АТИС. Информация от АТИС была следующей:

Измерено 1100 пасмурно, видимость 6, слабый снег, туман, температура 23, точка росы 22, ветер 330 при 4, высотомер 29,97, взлётно-посадочная полоса 28. Используйте левый заход на посадку на посадочную полосу 28 правая.
Оригинальный текст (англ.)Measured 1,100 overcast, visibility 6, light snow, fog, temperature 23, dew point 22, winds 330 at 4, altimeter 29.97, ILS Runway 28 Left approach in use, also landing runway 28 right.

Рейс 6291 перешёл на курс 285°, чтобы начать заход на ВПП № 28L, и снизился до 3050 метров. В 23:15 пилоты рейса 6291 получили обновлённую информацию от АТИС:

Особая погода 0410 Зулу: потолок 800, пасмурность, видимость 2 1/2, лёгкий снег, туман, ветер 300 при 4, высотомер 29,97.
Оригинальный текст (англ.)Special weather 0410 Zulu: measured ceiling 800 overcast, visibility 2 1/2, light snow, fog, wind 300 at 4, altimeter 29.97.

В 23:16:28 пилотам рейса 6291 было дано сообщение об их местоположении в 16 километрах от ВПП и об удержании высоты 3000 метров до захвата курсового радиомаяка, и вскоре получили разрешение на посадку по КГС на взлётную полосу № 28L; пилоты подтвердили сообщение. Примерно через 1 минуту диспетчеры сообщили пилотам снизить скорость до 314 км/ч и перейти на частоту диспетчера башни аэропорта Порт-Колумбус.
В 23:18:20 экипаж связался с диспетчером башни аэропорта Колумбуса. Диспетчер разрешил рейсу 6291 посадку на ВПП № 28L. Подтверждение разрешения на посадку было последним радиосообщением с борта UE 6291.
В 23:21:00, в 1,9 километрах от ВПП № 28L, на высоте 263 метров рейс UE 6291 срезал верхушки деревьев и, продолжив снижение, врезался в здание, наполовину разрушив его. После столкновения со зданием самолёт частично разрушился и через несколько минут после этого взорвался и сгорел. В катастрофе погибли 5 человек — все 3 члена экипажа и 2 пассажира (оба граждане США — 25-летний студент Дэвид Райерсон (англ. David Ryerson) и 51-летний бизнесмен Уильям Саллах (англ. William Sallach)); выжили 3 пассажира — семья из трёх человек, все граждане Китайской Республики:
- Ки Пин Лай (англ. Ki Ping Lai, кит. 基平来), 45 лет.
- Сью Чу Лин (англ. Siew Chew Ling, кит. 萧周玲), 43 года (его жена).
- Ю Сун Лай (англ. Yee Sun Lai, кит. 余新来), 5 лет (их дочь).

## Расшифровка переговоров
Переговоры и записи с речевого самописца рейса UE 6291 в течение последних 2 минут.
Сокращения:
- КВС: Командир воздушного судна — Деррик Уайт
- 2П: Второй пилот — Энтони Сэмюэлс

| Время      |                                                    | Оригинал                                                      | Перевод                                                                     |
| ---------- | -------------------------------------------------- | ------------------------------------------------------------- | --------------------------------------------------------------------------- |
| 23:18:44   | 2П                                                 | Ref is one twelve, I gotta plug that (too).                   | Исходная (скорость) один двенадцать (узлов), я должен (тоже) ввести его.    |
| 23:18:46   | КВС                                                | I did it for you.                                             | Я сделал это за тебя.                                                       |
| 23:18:53   | 2П                                                 | Here comes glide slope.                                       | А вот и глиссада.                                                           |
| 23:19:14   | Звук сигнала GPWS об опасной высоте                | Звук сигнала GPWS об опасной высоте                           | Звук сигнала GPWS об опасной высоте                                         |
| 23:19:22   | КВС                                                | Gimme another one of those.                                   | Дай мне ещё одну из них.                                                    |
| 23:19:30   | КВС                                                | And we’re marker inbound.                                     | И мы уже в зоне действия маяка.                                             |
| 23:19:32,0 | 2П                                                 | Roger.                                                        | Роджер.                                                                     |
| 23:19:36,8 | КВС                                                | Don’t forget to give me my calls, a thousand fourteen is DH.  | Не забудьте доложить… высота принятия решения - тысяча четырнадцать (футы). |
| 23:19:39,7 | 2П                                                 | A thousand… okay.                                             | Тысяча… ладно.                                                              |
| 23:20:01,3 | 2П                                                 | A thousand above.                                             | Выше тысячи.                                                                |
| 23:20:02,3 | КВС                                                | Okay, flaps nine.                                             | Окей, закрылки девять.                                                      |
| 23:20:08,5 | КВС                                                | Gear down.                                                    | Выпустить шасси.                                                            |
| 23:20:10,5 | Звук выпуска шасси                                 | Звук выпуска шасси                                            | Звук выпуска шасси                                                          |
| 23:20:13,1 | 2П                                                 | Flaps nine… waiting for three green.                          | Закрылки девять… ждём три зелёных.                                          |
| 23:20:20,0 | КВС                                                | Flaps fifteen, landing checks.                                | Закрылки пятнадцать, посадочная проверка.                                   |
| 23:20:25,6 | 2П                                                 | Flaps fifteen, landing gear down, three green.                | Закрылки пятнадцать, шасси опущено, три зелёных.                            |
| 23:20:28,4 | КВС                                                | Landing gear down, three green, flaps fifteen set indicating. | Шасси опущено, три зелёных, закрылки пятнадцать индикация.                  |
| 23:20:31,6 | 2П                                                 | Condition levers a hund-… condition levers a hundred percent. | Состояние рычагов сотня-… состояние рычагов стопроцентное.                  |
| 23:20:36,1 | КВС                                                | Okay, give me a hundred percent, please.                      | Ладно, дай мне сто процентов, пожалуйста.                                   |
| 23:20:38,1 | 2П                                                 | A hundred percent, flows at three.                            | Сто процентов, поток на трёх.                                               |
| 23:20:39,8 | Звук увеличивающейся мощности двигателей           | Звук увеличивающейся мощности двигателей                      | Звук увеличивающейся мощности двигателей                                    |
| 23:20:41,1 | КВС                                                | Three.                                                        | Три.                                                                        |
| 23:20:41,6 | 2П                                                 | Yaw damper.                                                   | Демпфер рыскания.                                                           |
| 23:20:42,7 | КВС                                                | And autopilot to go, don’t touch.                             | Тогда автопилот отключится, не трогай.                                      |
| 23:20:44,5 | 2П                                                 | Don’t touch.                                                  | Есть не трогать.                                                            |
| 23:20:46,2 | 2П                                                 | Holding on the yaw damper.                                    | Удерживаю демпфер рыскания.                                                 |
| 23:20:46,6 | Звук тряски штурвала (предупреждение о сваливании) | Звук тряски штурвала (предупреждение о сваливании)            | Звук тряски штурвала (предупреждение о сваливании)                          |
| 23:20:47,2 | Звук сигнала предупреждения отключения автопилота  | Звук сигнала предупреждения отключения автопилота             | Звук сигнала предупреждения отключения автопилота                           |
| 23:20:48,1 | КВС                                                | Tony.                                                         | Тони.                                                                       |
| 23:20:49,5 | Звук тряски штурвала прекращается                  | Звук тряски штурвала прекращается                             | Звук тряски штурвала прекращается                                           |
| 23:20:50,2 | КВС                                                | What did you do?                                              | Что ты сделал?                                                              |
| 23:20:50,8 | 2П                                                 | I didn’t do nothing.                                          | Я ничего не делал.                                                          |
| 23:20:51,0 | Звук тряски штурвала                               | Звук тряски штурвала                                          | Звук тряски штурвала                                                        |
| 23:20:52,3 | Звук увеличивающейся мощности двигателей           | Звук увеличивающейся мощности двигателей                      | Звук увеличивающейся мощности двигателей                                    |
| 23:20:52,5 | КВС                                                | Gimme flaps up.                                               | Подними мне закрылки.                                                       |
| 23:20:53,7 | Звук тряски штурвала прекращается                  | Звук тряски штурвала прекращается                             | Звук тряски штурвала прекращается                                           |
| 23:20:53,7 | КВС                                                | No, no, hold it.                                              | Нет, нет, подожди.                                                          |
| 23:20:54,0 | Звук сигнала GPWS «PULL…»                          | Звук сигнала GPWS «PULL…»                                     | Звук сигнала GPWS «PULL…»                                                   |
| 23:20:54,3 | Звук тряски штурвала (звучит до конца записи)      | Звук тряски штурвала (звучит до конца записи)                 | Звук тряски штурвала (звучит до конца записи)                               |
| 23:20:55,3 | КВС                                                | Gimme flaps up.                                               | Подними мне закрылки.                                                       |
| 23:20:57,5 | Звук переключателей тумблеров                      | Звук переключателей тумблеров                                 | Звук переключателей тумблеров                                               |
| 23:20:58,7 | КВС                                                | Whoa.                                                         | Ах.                                                                         |
| 23:21:00,2 | Звук удара                                         | Звук удара                                                    | Звук удара                                                                  |
| 23:21:00,8 | Конец записи                                       | Конец записи                                                  | Конец записи                                                                |

## Расследование
Расследование причин катастрофы рейса UE 6291 проводил Национальный совет по безопасности на транспорте (NTSB).
Окончательный отчёт расследования был опубликован 6 октября 1994 года.

Национальный совет по безопасности на транспорте определяет вероятные причины этого происшествия:
1. аэродинамическое сваливание, которое произошло, когда лётный экипаж позволил воздушной скорости снизиться до скорости сваливания в результате очень плохо спланированного и выполненного подхода, характеризующегося отсутствием процедурной дисциплины;
2. неправильная реакция пилота на предупреждение о сваливании, в том числе неспособность перевести рычаги мощности на максимум и неправильный подъём закрылков;
3. отсутствие у лётных экипажей опыта работы с автоматизированными самолётами со «стеклянной кабиной», типами самолётов и сиденьями, ситуация усугубляется дополнительным письмом-соглашением между компанией и её пилотами; и
4. неспособность компании предоставить адекватные критерии стабилизированного захода на посадку, а также неспособность Федерального управления гражданской авиации требовать таких критериев.

Оригинальный текст (англ.)The National Transportation Safety Board determines the probable causes of this accident to be:
1. An aerodynamic stall that occurred when the flightcrew allowed the airspeed to decay to stall speed following a very poorly planned and executed approach characterized by an absence of procedural discipline;
2. Improper pilot response to the stall warning, including failure to advance the power levers to maximum, and inappropriately raising the flaps;
3. Flightcrew inexperience in "glass cockpit" automated aircraft, aircraft type, and in seat position, a situation exacerbated by a side letter of agreement between the company and its pilots; and
4. the company's failure to provide adequate stabilized approach criteria, and the Federal Aviation Administration's failure to require such criteria.

## Культурные аспекты
Катастрофа рейса 6291 United Express показана в 19 сезоне канадского документального телесериала Расследования авиакатастроф в серии Коронный бросок.

### Комментарии
1. ↑  Здесь и далее указано Североамериканское восточное время — EST